# Paracassidina incompta
Paracassidina incompta är en kräftdjursart som beskrevs av Bruce1994. Paracassidina incompta ingår i släktet Paracassidina och familjen klotkräftor. Inga underarter finns listade i Catalogue of Life.